# Holoplatysini
Holoplatysini è una tribù di ragni appartenente alla sottofamiglia Marpissinae della famiglia Salticidae dell'ordine Araneae della classe Arachnida.

## Distribuzione
I tre generi oggi noti di questa tribù sono diffusi prevalentemente in Australia e Nuova Zelanda; sono state rinvenute diverse specie anche in Nuova Caledonia, Taiwan, Cina e Tasmania.

## Tassonomia
A dicembre 2010, gli aracnologi riconoscono tre generi appartenenti a questa tribù:
- Holoplatys Simon, 1885 — Australia, Tasmania, Nuova Caledonia, Nuova Zelanda (38 specie)
- Ocrisiona Simon, 1901 — Australia, Cina, Nuova Zelanda (14 specie)
- Zebraplatys Zabka, 1992 — Australia, Taiwan (5 specie)